# Xanthocryptus apicalis
Xanthocryptus apicalis là một loài tò vò trong họ Ichneumonidae.